# Dziedzickia variabilis
Dziedzickia variabilis är en tvåvingeart som beskrevs av Lane 1954. Dziedzickia variabilis ingår i släktet Dziedzickia och familjen svampmyggor. Inga underarter finns listade i Catalogue of Life.